# Pycnogonum torresi
Pycnogonum torresi is een zeespin uit de familie Pycnogonidae. De soort behoort tot het geslacht Pycnogonum. Pycnogonum torresi werd in 1963 voor het eerst wetenschappelijk beschreven door Clark. 